# Bombardement op Scarborough, Hartlepool en Whitby
Het bombardement op Scarborough, Hartlepool en Whitby vond plaats op 16 december 1914 tijdens de beginfase van de Eerste Wereldoorlog waarin de Hochseeflotte de Engelse kuststreek aanviel.

## Aanloop
De Kaiserliche Marine zocht tijdens het begin van de Eerste Wereldoorlog naar mogelijkheden om eenheden van de Royal Navy uit de tent te lokken en te vernietigen. Een aanval op Great Yarmouth leverde weinig op, maar toonde wel aan dat de Duitse aanvallen veel schade konden aanrichten op de Britse wateren. Vervolgens maakten de Duitsers plannen om een kleine vloot onder leiding van Franz von Hipper naar Engeland te sturen voor een aanval. De Hochseeflotte voer onder leiding van admiraal Friedrich von Ingenohl naar Doggersbank om de aanvallers bij te staan mochten ze te maken krijgen met een grote tegenaanval.

## Aanval

### Bombardementen
In de vroege ochtend van 15 december vertrok Hipper met zijn schepen uit de rivier de Jade. Zijn schepen gingen uiteen, de Seyditz, Blücher en Moltke gingen richten Hartlepool en de Derfflinger, Von der Tann en Kolberg voeren richting Scarborough. In die laatste plaats werden Scarborough Castle, het Grand Hotel en verschillende andere gebouwen getroffen bij het bombardement. De plaatselijke bevolking vluchtte daarop richting het station en het bombardement viel rond 09.30 plaatselijke tijd stil. De schepen voeren daarop verder naar Whitby waar onder andere Whitby Abbey werd geraakt.
Rond 04.30 werd de kustbewaking bij Hartlepool gealarmeerd vanwege de toekomstig aanval en bijna vier uur later begon de aanval op de havenplaats. Drie Britse torpedobootjagers die in de buurt op patrouille waren hadden de naderende schepen gezien en openden daarop het vuur. In totaal werden er in Hartlepool 86 burgers gedood en raakten er honderden gewond tijdens het bombardement.

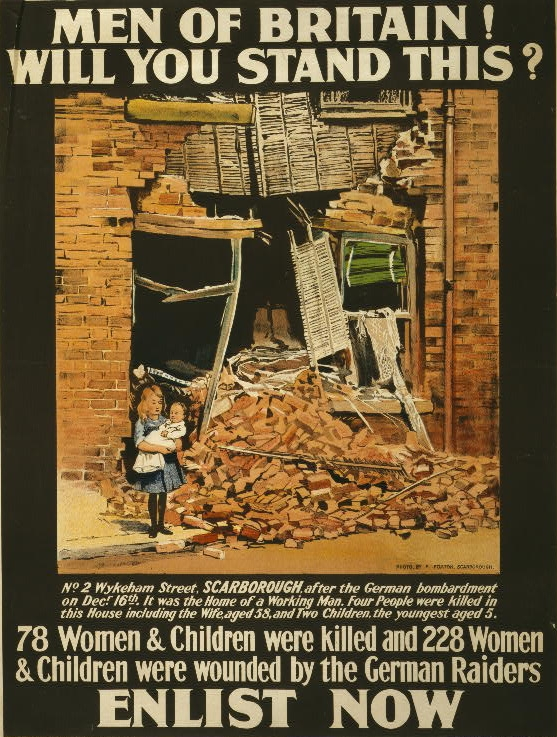
Britse propaganda poster naar aanleiding van de aanval

### Ontmoeting met de Hochseeflotte
Op 15 december ontmoetten rond 11.00 uur twee verschillende Britse vlootonderdelen elkaar bij Moray Firth en de gehele vloot kwam onder het commando te staan van George Warrender. De Britse vloot bestond tien schepen. In de vroege ochtend van de volgende dag stuitte de vloot op de vooruit geschoven posten van de Hochseeflotte van Ingenohl en ontstond er een zeegevecht. Kort nadat de avond inviel hield het gevecht op en in de volgende ochtend was er weer een korte ontmoeting tussen de twee vloten. Dit keer sloegen de Duitsers op de vlucht. Ingenohl vreesde dat hij op de voorhoede was gestuit van de Grand Fleet en besloot daarom om terug te keren naar Duitsland.

## Nasleep
Tijdens de Duitse aanval op Scarborough, Hartlepool en Whitbij waren meer dan duizend granaten afgevuurd door de Duitse schepen en door de bombardementen vielen er in totaal 137 doden en raakten vele gebouwen flink beschadigd. De aanval had ook een grote invloed op de publieke opinie. Het werd gebruikt om de haat tegen Duitsland verder aan te wakkeren en kritiek op de Royal Navy die niet instaat was om de aanval te voorkomen. Ook werd de aanval gebruikt in de Britse propaganda om rekruten te werven met de leus "Remember Scarborough".